# Buszkałyk
Buszkałyk (ukr. Бушкалик) – wieś na Ukrainie w rejonie tłumackim obwodu iwanofrankiwskiego.